# Misumenops oreades
Misumenops oreades är en spindelart som först beskrevs av Simon 1900.  Misumenops oreades ingår i släktet Misumenops och familjen krabbspindlar. Inga underarter finns listade i Catalogue of Life.